# Geografia Saby

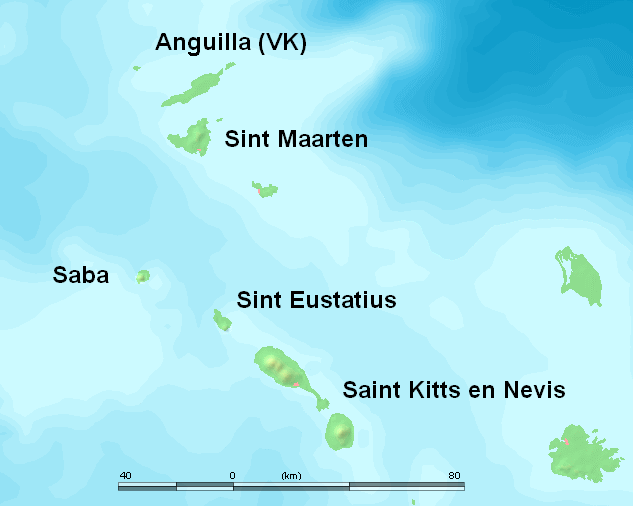
Umiejscowienie wyspy na tle innych wysp Małych Antyli

Saba jest niewielką wyspą należącą do Holandii, która przed 10 października 2010 była częścią Antyli Holenderskich. Ta niewielka wyspa stanowi górzysty obszar, pozbawiony nizin i cechujący się tropikalnym klimatem. Saba znajduje się w Ameryce Środkowej, w archipelagu Małych Antyli.

## Powierzchnia i położenie geograficzna
Powierzchnia – 13 km², porównywalna z wielkością małego polskiego miasta.

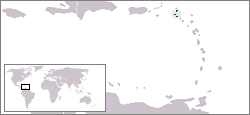
Położenie wyspy

Położenie – 17°38'N i 63°14'W. Wyspa leży w północno-wschodnim krańcu Morza Karaibskiego, w archipelagu Małych Antyli.

## Budowa geologiczna i rzeźba

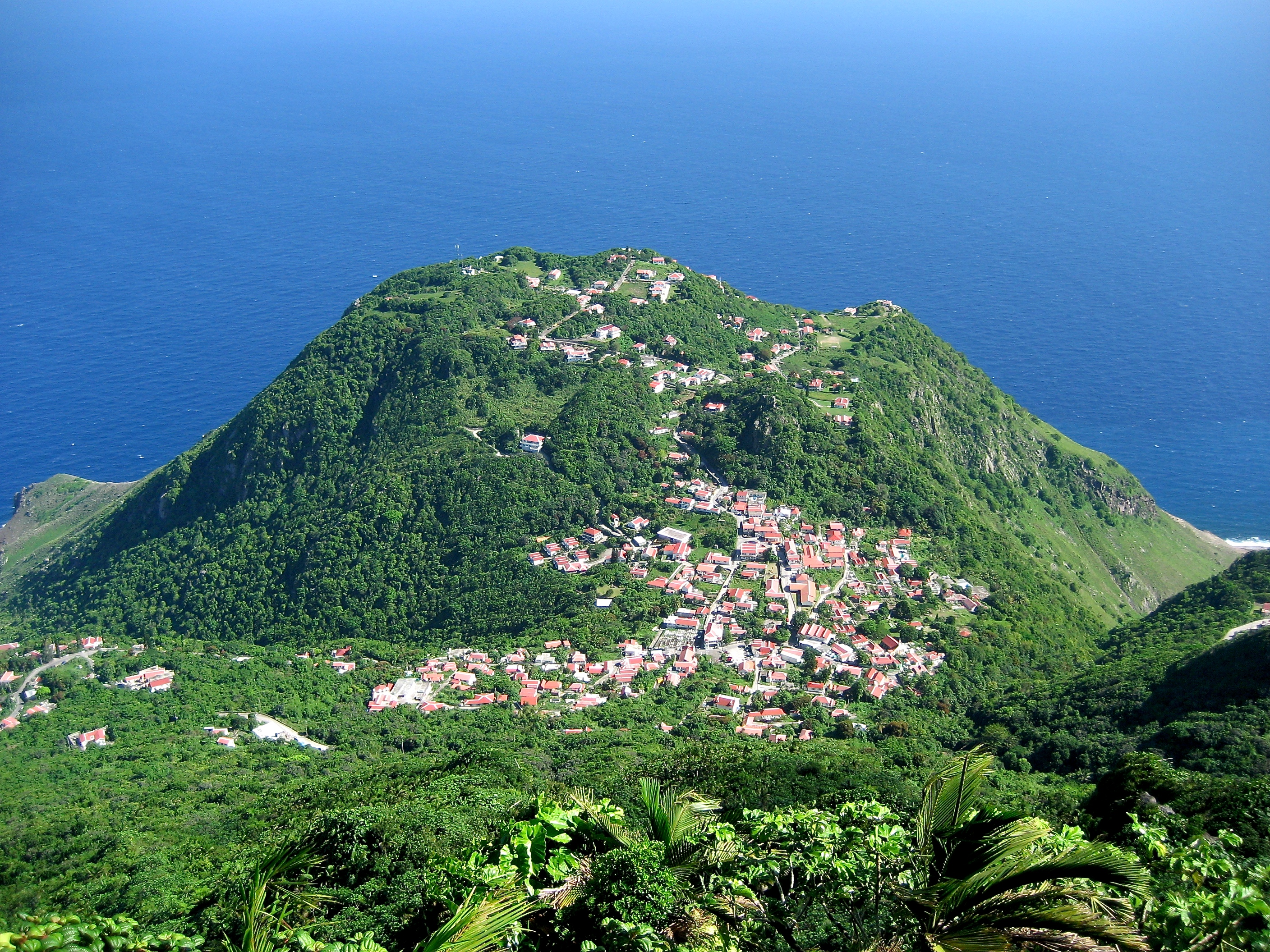
Widok z wulkanu Mont Scenery

Saba należy do antylskiego łuku wulkanicznego i znajduje się w północno-wschodniej części płyty karaibskiej. Saba będąca wulkaniczną wyspą jest zbudowana ze skał wulkanicznych, a zwieńczeniem wyspy jest wulkan Mount Scenery. Wyspa wraz z wulkanem stanowi wynurzoną część podmorskiego wulkanu, który powstał w trzeciorzędzie w wyniku przemieszczania się płyty karaibskiej ku wschodowi.
Wyspa jest górzysta, bez obszarów nizinnych. Większość jej powierzchni zajmuje wulkan Mount Scenery, który sięga 888 m n.p.m. Zbocza wulkanu opadają bezpośrednio ku morzu, bez wyraźnej strefy nadbrzeżnej. Brak jakichkolwiek dolin śródgórskich czy kotlin. Wybrzeże surowe, skaliste pozbawione plaż, w wielu miejscach występują klify. Linia brzegowa słabo urozmaicona, bez większych zatok.

## Klimat
Saba leży w strefie klimatu równikowego wilgotnego, który kształtują północno-wschodnie pasaty i ciepłe prądy morskie. Wpływ na pogodę ma wysoki poziom nasłonecznienia związany z szerokością geograficzną. Średnie wartości termiczne w ciągu całego roku wynoszą 26 °C, gdzie nie ma wyraźnych różnić w skali roku. Najwyższe wartości termicznej sięgają 30 °C. Amplitudy dobowe są niewielkie. Opady są wysokie, gdzie średnie wartości wynoszą ponad 2000 mm rocznie. Największe opady występują w półroczu letnim. Nie ma wyraźnej pory suchej, ale opady w okresie zimowym są niższe. Region wyspy leży w strefie działań huraganów, nawiedzających region śródziemnomorza amerykańskiego w okresie letnio-jesiennym.

## Wody
Występuje niewielka sieć krótkich rzek mających postać potoków i strumieni, spływających z wulkanicznych zboczy. Cieki wodne są na ogół zasobne w wodę i cechują się zmiennością wodostanu. Brak jezior i innych wód powierzchniowych.

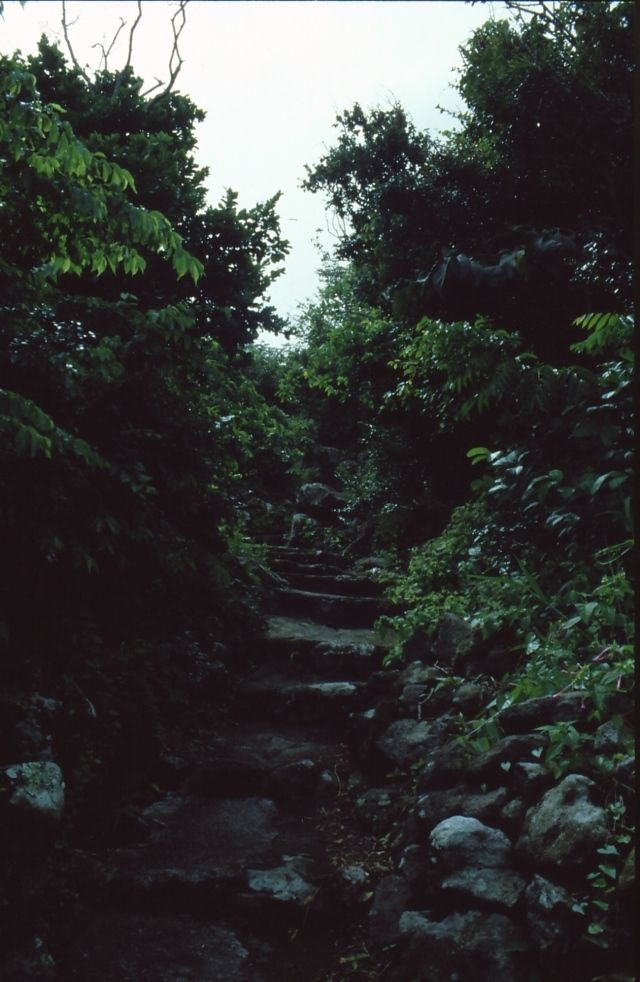
Szlak prowadzący na wulkan

## Gleby
Saba należy do antylskiej krainy glebowej. Tereny pokrywają żyzne gleby ferralitowe pochodzenia wulkanicznego.

## Flora i fauna
Naturalną szatę roślinną stanowią tropikalne lasy i zarośla, gdzie powszechne są paprocie. Ekosystem ten porasta zbocza wulkanu.
Świat zwierząt należy do antylskiej krainy neotropikalnej i jest reprezentowany głównie przez ptaki, oraz drobne ssaki żyjące na terenach leśnych. Wody obfitują w wiele gatunków ryb i innych zwierząt morskich.